# ریچارد چیشلاک
ریچارد چیشلاک (۱۹۳۷–۱۹۹۰) (به لهستانی: Cieślak Ryszard) بازیگر و کارگردان اهل لهستان که دوره دبیرستان خود را در کالیش گذراند. او در سال ۱۹۶۱ با گروتوفسکی آشنا شد و به گروه تئاتر آزمایشگاهی گروتوفسکی پیوست.

## زندگی‌نامه
ریچارد چیشلاک ابتدا در لاج و کارکوف پلی تکنیک تحصیل کرده بود و پس از آن بود که به دپارتمان عروسکی آکادمی دولتی درامای کارکوف پیوست. در همان‌جا بود که با گروتوفسکی آشنا شد و در سال ۱۹۶۱ به عنوان نیروی گروتوفسکی در سالن تئاتر ۱۳ ردیفمشغول به فعالیت شد. چیشلاک تا زمان انحلال این گروه در سال ۱۹۸۴ در آن مکان مشغول به فعالیت بود. اولین نمایشی که ریچارد چیشلاک برای گروتوفسکی بازی کرد، نمایش کوردیان بود که در آن نمایش بازی چند نقش را بر عهده داشت: مرد دیوانه اول، شیطان، گرژگورش، کشیش و خیال. او در نمایش آکروپولیس نقش اسو و هکتور را ایفا می‌کرد. در اجرای دکتر فاوست نقش واگنر، والدز و بنولیو را بر عهده داشت. در همین نمایش دکتر فاوست بود که صحنه بینظیری از دیوانگی بنولیو را نمایش داده بود. این صحنه شامل چرخش او بر روی میز بزرگ چوبی برابر بینندگان بود که نیاز به قدرت بدنی بسیار بالا و همچنین دقت بی اندازه بود تا بینندگان آسیب نبینند.
کاملترین همکاری چیشلاک و گروتوفسکی در نمایش همیشه شاهزاده شکل می‌گیرد که بازی بینظیر چیشلاک در آن در نقش ددون فرناندو جز ماندگارترین و اسطوره ای‌ترین نمایش‌های این دو تن می‌باشد. این همکاری باعث شکل‌گیری اولین بازی کامل می‌شود.